# علی‌آباد (الموت غربی)
علی‌آباد یک منطقهٔ مسکونی در ایران است که در دهستان رودبار محمد زمانی واقع شده‌است. علی‌آباد ۱۵۵ نفر جمعیت دارد.